# 巴尔托蛛
巴尔托蛛属（学名：Baltocteniza），是一属已灭绝的蜘蛛，它们生存于始新世早期的欧洲。巴尔托蛛属下已知只有一个物种，即巴尔托蛛 。目前对巴尔托蛛的资料完全依赖于波兰华沙波兰科学院地球博物馆馆藏的一个化石标本。